# 陆人捷
陆人捷（1982年9月9日—），上海人，中国当代艺术家，中国工艺美术学会微缩艺术专业委员会副秘书长。陆人捷以陶瓷、雕塑、装置艺术为主要创作形式，并因其定制艺术品而广受瞩目，特别是为中国明星成龙创作的艺术作品。

## 生平
陆人捷自幼受到家庭艺术氛围的熏陶，早期便对涂鸦和泥人产生浓厚兴趣。在青少年时期，陆人捷有幸接受陈丹青父亲陈兆炽先生的指导，并逐渐形成了自己的艺术风格。陆人捷曾从事广告公司工作、杂志插画师，还在上海电子信息职业技术学院担任五年大学教师，但始终未曾离开过艺术创作。后来，陆人捷因其艺术才华受到成龙的赏识，成为其定制艺术品的专属艺术家，并创作了多件艺术品，如《十二金钗》系列等。

## 主要作品
《山海图》
《山海图》是一幅长达8米、高2.2米的长卷画作品。在普通光源下，它呈现“表世界”，以空中俯视角度描绘《山海经》中的地貌特征；而在特殊光源下，则展现“里世界”，通过图腾符号串联神兽、动植物与神话故事，折射出《山海经》的全貌。
《十二金钗》
该系列作品受《红楼梦》启发，作品的造型和细节融合了中国传统文化元素，并呈现出一层寓意深远的意境。该系列作品被成龙、李嘉诚、马云等名人收藏。
《非遗中国》
《非遗中国》，又名《中国龙》，作品长12.8米，高2.5米，作品主体为长江巨龙，背景通过卫星云图呈现长江流经的11个省份，背景中的1800个格子展现了中国的所有非物质文化遗产。

## 展览

### 个展
- 2023年，陆人捷在上海广富林遗址公园举办《山海密藏·艺术特展》，展出近万件雕塑和沉浸式装置，灵感源自中国古代文献《山海经》。[7][8][9][10][11][12][13]

### 群展
- 2025年5月，陆人捷在纽约和新泽西PI艺术中心参加国际群展“Fractured Horizons”，该展为官方NYCxDesign设计周单元，汇聚了9个国家的72位艺术家。[14][15][16]

- 2021年，陆人捷参与由宝库文化主办的上海中心“追光·致敬每一个突破”群展。展览分为三大板块，每位艺术家各自策划一部分。陆人捷负责“混沌之光”板块，展出《山海图》《山海世界》等作品。[17][18][19][20][21]